# محمد بن إبراهيم (لاعب)
محمد بن إبراهيم (ولد عام 1920 في وجدة، المغرب)، هو لاعب كرة قدم محترف. لعب في نادي سيت (1945-1947) وبعدها نانسي (1947-1952)، ولعب موسماً واحداً في بيزانسون.